# St Albans St Peter
St Albans St Peter var en civil parish fram till 1894 när den uppgick i St Peter Rural och St Peter Urban, i grevskapet Hertfordshire i England. Civil parish hade 8 273 invånare år 1891.